# رضا دهخوارقانی
رضا دهخوارقانی   از سیاستمداران ایرانی بود، که در دوره دوم به عنوان نماینده تبریز و دوره سوم بعنوان نماینده تهران در مجلس شورای ملی حضور داشت.